# 2. Garde-Division
La 2. Garde Division (2. Divisione della Guardia) era una grande unità dell'Esercito prussiano e dell'Esercito imperiale tedesco; era subordinata al Corpo d'armata della Guardia. Il comando era posto nella capitale Berlino.
La divisione era così organizzata:
- 3. Garde-Infanterie-Brigade a Berlino
  - Kaiser Alexander Garde-Grenadier-Regiment Nr. 1 a Berlino
  - Königin Elisabeth Garde-Grenadier-Regiment Nr. 3 a Charlottenburg
  - Garde-Schützen-Bataillon a Lichterfelde
  - 1. Garde-Landwehr-Grenadier-Regiment a Görlitz (I. battaglione) e Lissa (II.)
  - 3. Garde-Landwehr-Grenadier-Regiment a Breslavia (I.) e Liegnitz (II.)
- 4. Garde-Infanterie-Brigade a Berlino
  - Kaiser Franz Garde-Grenadier-Regiment Nr. 2 a Berlino
  - Königin Augusta Garde-Grenadier-Regiment Nr. 4 a Berlino
  - 2. Garde-Landwehr-Grenadier-Regiment a Hamm (I. battaglione) a Kassel (II.)
  - 4. Garde-Landwehr-Grenadier-Regiment a Coblenza (I.battaglione) a Düsseldorf (II.)
- 5. Garde-Infanterie-Brigade a Spandau
  - 5. Garde-Regiment zu Fuß a Spandau
  - Garde-Grenadier-Regiment Nr. 5 a Spandau
- 2. Garde-Feldartillerie-Brigade a Potsdam
  - 2. Garde-Feldartillerie-Regiment a Potsdam
  - 4. Garde-Feldartillerie-Regiment a Potsdam

Durante la guerra franco-prussiana (1870-1871) la 2. Divisione della Guardia combatté nella battaglia di Gravelotte e nella battaglia di Sedan; inoltre fu impiegata durante l'Assedio di Parigi. Successivamente la 2.Garde-Division venne impiegata durante la Battaglia di Le Bourget. Comandante della divisione in questo periodo fu Rudolph Otto von Budritzki.